# Nagyrozvágy
Nagyrozvágy là một thị trấn thuộc hạt Borsod-Abaúj-Zemplén, Hungary. Thị trấn này có diện tích 26,82 km², dân số năm 2010 là 633 người, mật độ 24 người/km².